# Prélature territoriale de Moyobamba
La prélature territoriale de Moyobamba (en latin :  Dioecesis Moyobambensis ; en espagnol : Prelatura territorial de Moyobamba) est une prélature territoriale de l'Église catholique du Pérou, suffragante de l'archidiocèse de Trujillo.

## Territoire
Il comprend le département de San Martín à l'exception de la province de Tocache qui est géré le diocèse de Huánuco. Son territoire s'étend sur 39 418 km divisé en 23 paroisses. Le siège de la prélature est la ville de Moyobamba où se trouve la cathédrale saint Jacques apôtre. 
Dans les années 1980-1990, la région est particulièrement troublée par les exactions à grande échelle commises par le sentier lumineux. 

## Histoire
La prélature territoriale est érigée le 7 mars 1948 par la constitution apostolique Romanus Pontifex de Pie XII, recevant son territoire du diocèse de Chachapoyas.
Par un décret de la congrégation des évêques du 12 juin 1958, la prélature récupère plusieurs districts qui appartenait au vicariat apostolique de Yurimaguas. Le 26 avril 2007, elle cède la province de Tocache au diocèse de Huánuco.

## Évêques
- Martín Fulgencio Elorza Legaristi, C.P (15 janvier 1949 - 30 décembre 1966)
- Venancio Celestino Orbe Uriarte, C.P (25 août 1967 - 6 juin 2000)
- José Ramón Santos Iztueta Mendizábal, C.P (6 juin 2000 - 21 juillet 2007)
- Rafael Alfonso Escudero López-Brea, depuis le 21 juillet 2007